# 新辛古
27°44′49″S 53°3′18″W / 27.74694°S 53.05500°W
新欣吉（葡萄牙語：Novo Xingu）是巴西的城鎮，位於該國南部，由南里奧格蘭德州負責管轄，面積81平方公里，2010年人口1,757，該城鎮人口密度為每平方公里21.8人。